# Tornos AG
Die Tornos AG mit Sitz in Moutier ist ein Schweizer Werkzeugmaschinenhersteller. Das Unternehmen ist an der Schweizer Börse SIX Swiss Exchange kotiert.

## Geschichte

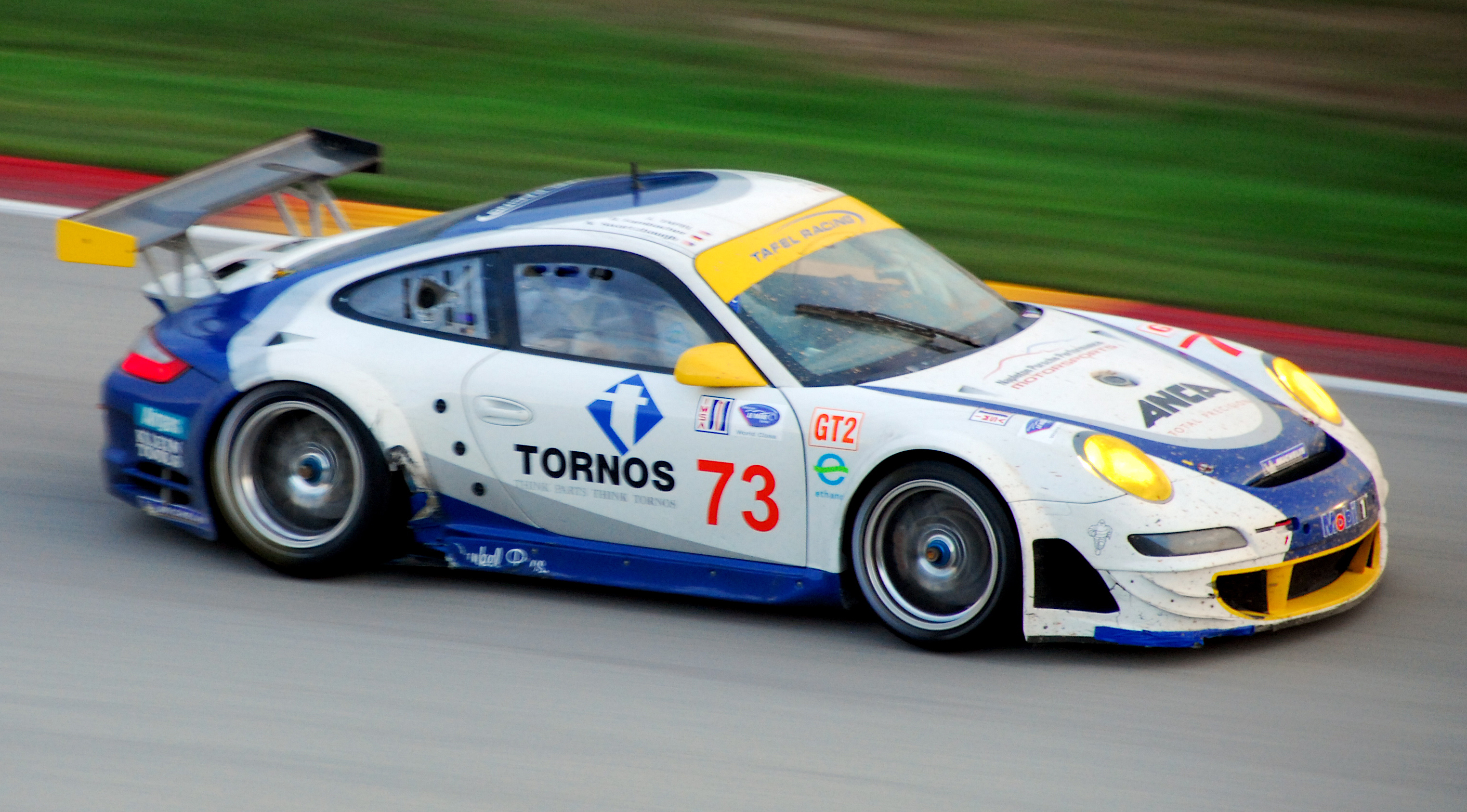
Sponsoring der Tornos AG auf einem Porsche 997 GT3 RSR

### Vorgeschichte
Die Wurzeln von Tornos reichen bis ins Jahr 1880, als in Moutier die ersten Maschinen zur Produktion von Kleinteilen für die Uhrenindustrie hergestellt wurden.
Unter den damaligen Unternehmern befand sich der im Jahr 1851 geborene Thurgauer Mechaniker Nicolas Junker. Im Jahr 1883 gründete Junker mit seinem Geschäftspartner Anselme Marchal die Firma Junker et Cie. Im selben Jahr begann Junker mit der Produktion automatischer Maschinen und brachte als erster Unternehmer in Serie gefertigte Drehmaschinen auf den Markt. Mit den Drehmaschinen wurden hauptsächlich Schrauben hergestellt, da diese von der Uhrenindustrie zunehmend nachgefragt wurden. Die von Jakob Schweizer im Jahr 1880 erfundene, sogenannte Schweizer Drehbank entwickelte Junker ebenfalls weiter. Nachdem Anselme Marchal das Unternehmen verlassen hatte, wurde die Firma 1886 unter dem Namen N. Junker in das Handelsregister eingetragen. Im Jahr 1891 kaufte Junker das Firmengebäude dazu, das seit 1886 dem Basler Industriellen Emile Abt gehört hatte.
Die Villa Junker wurde von Junker 1895 erbaut. Das Gebäude dient heute als Museum für automatische Drehmaschinen, in dem Besucher über die Geschichte der Gemeinde Moutier informiert werden. Die Neuausrichtung der Firma erfolgte 1896, als Junker im eigenen Namen das Unternehmen übernahm. Von diesem Zeitpunkt an stellte er mit seiner Firma Uhren und Uhrenbestandteile her.
Für die Uhrenproduktion baute Junker in seiner Fabrik eine eigene Produktionsanlage, die er mit einem selbst konstruierten Wasserrad betrieb. Im Jahr 1904 verkaufte Junker das in finanzielle Schwierigkeiten geratene Geschäft seinem Sohn Emile. Ein Jahr später brachte die Firma die mit drei Werkzeugen ausgestattete, automatische Langdrehmaschine Mettetal/Junker Fils auf den Markt. Im selben Jahr musste Emile Junker den Konkurs der Firma anmelden. Da Junker den Konkurs der Firma nicht verkraftete, beging er 1907 Suizid.

### Gründung und Anfänge
Aus dem Bankrott der Firma Junker et Cie. ging 1914 das Unternehmen Tornos hervor, das automatische Drehbänke herstellte und in Konkurrenz zu dem Unternehmen von Joseph Pétermann und André Bechler, einem ehemaligen Lehrling von Junker, stand. Im selben Jahr gründete Bechler seine eigene Firma, die ab 1924 ebenfalls automatische Drehbänke produzierte. In den Folgejahren wurden die mit drei Werkzeugen und einem Gegenbohrer ausgestatteten automatischen Langdrehmaschinen Lambert (1925) und Walker (1930) produziert sowie die automatische Drehmaschine Tornos B1 (1930) gefertigt, die fünf Werkzeuge und einen beweglichen Spindelstock aufwies. Mit der Petermann n°0 (1935) brachte Tornos eine auf einem Sockel montierte, automatische Drehmaschine mit drei Werkzeugen und einer Gewindeschneidevorrichtung auf den Markt; die automatische Drehmaschine Tornos R7 (1959) mit sechs verschiebbaren Werkzeughaltern wurde von Tornos als limitierte Produktserie verkauft.
Im Jahr 1971 übernahm Tornos das Pétermann-Werk. Mit dem Elector 16 präsentierte das Unternehmen 1978 seinen ersten numerisch gesteuerten Drehautomaten mit beweglichem Spindelstock. Aus den drei Unternehmen Tornos, Pétermann und Bechler entstand 1981 die Firma Tornos-Bechler SA.

### Übernahmen und Neuausrichtung
Im Jahr 1989 übernahm die Tornos-Bechler SA eine Mehrheitsbeteiligung an der französischen Firma Wirth & Gruffat in Annecy. Daneben übernahm Wirth & Gruffat zusätzlich zum eigenen Produktionsprogramm einen Teil der Produktion von Tornos-Bechler. Im Jahr 1996 brachte Tornos-Bechler die Deco-Drehmaschinenlinie auf den Markt. Im Zuge der Umfirmierung der Tornos-Bechler SA in die Tornos SA im Jahr 2001 wurden die drei ehemaligen Wettbewerber Tornos, Pétermann und Bechler unter einem einheitlichen Firmennamen vereint. Im selben Jahr erfolgte die Börsenkotierung der Firma. Im Jahr 2008 übernahm Tornos den Maschinenhersteller Almac im schweizerischen La Chaux-de-Fonds. Die Mehrspindlermaschine Multiswiss brachte Tornos 2012 auf den Markt.
Im Jahr 2014 richtete Tornos seine Produktstrategie auf ein günstigeres Preissegment aus und kam damit von der früheren Ausrichtung ab, hochpreisige Maschinen zu verkaufen. In diesem Zuge eröffnete das Unternehmen Produktionsstätten in Xi’an in China und in Taichung in Taiwan. Im selben Jahr brachte Tornos den Drehautomaten Swissnano auf den Markt.

### Jüngere Entwicklungen
Im Jahr 2016 erweiterte Tornos sein Mehrspindel-Drehmaschinenprogramm Multiswiss um drei neue Modelle. Eine Produktionsstätte in Polen mit 40 Angestellten wurde von der Firma im Jahr 2022 eröffnet. Der Produktionsstandort in La Chaux-de-Fonds wurde im Jahr 2021 geschlossen. Die Tornos Holding AG fusionierte am 7. Dezember 2023 mit der Starrag Group Holding AG zur Starrag Tornos Group AG. Dabei wurde die Tornos Holding AG als Tochterunternehmen der Starrag Tornos Group AG in Tornos AG umbenannt.

## Unternehmensstruktur
Seit der Fusion mit der Starrag Group Holding AG am 7. Dezember 2023 ist die Tornos AG ein Tochterunternehmen der Starrag Tornos Group AG.
Michael Hauser ist Direktor und Verwaltungsratspräsident der Tornos AG. Im Geschäftsjahr 2022 beschäftigte das Unternehmen 681 Mitarbeiter und erwirtschaftete einen Konzernumsatz in Höhe von 181,44 Millionen Schweizer Franken.
Die Unternehmensgruppe verfügt über drei Produktionsstandorte: Moutier in der Schweiz, Xi’an in China und Taichung in Taiwan. Tornos ist mit Tochtergesellschaften in Europa, den USA, Asien und Australien vertreten.

## Produkte
Das Unternehmen stellt automatische Einspindel-Drehautomaten, Mehrspindeldrehmaschinen, Peripheriesysteme, Bearbeitungszentren für mikrotechnische Bereiche und Stangenlader her. Die Geräte werden durch die eigens entwickelte Kommunikations- und Programmiersoftware Tisis gesteuert und finden Anwendung in der Automobilindustrie, Medizin, Elektronik, Uhrenindustrie und in der Zulieferung.
In den Produktionsstätten in Taiwan und China werden Maschinen im Einstiegssegment sowie für das mittlere Preissegment hergestellt, während in Moutier in der Schweiz Einspindel-Langdrehautomaten und Mehrspindeldrehmaschinen wie die Multiswiss, die Evodeco sowie die Swissnano produziert werden.

## Auszeichnungen
- 2014: IF Award für den Tornos Swissnano durch die IF International Forum Design GmbH[28]

- 2018: Swiss WCM Award in der Kategorie «Performance Excellence» durch den Supply Chain Finance-Lab der Schweizerischen Post[44]

- 2021: «Top Medical Device Manufacturing Companies in Europe 2021» durch das Magazin Medtech Outlook[45]